# Canal Fitz Roy

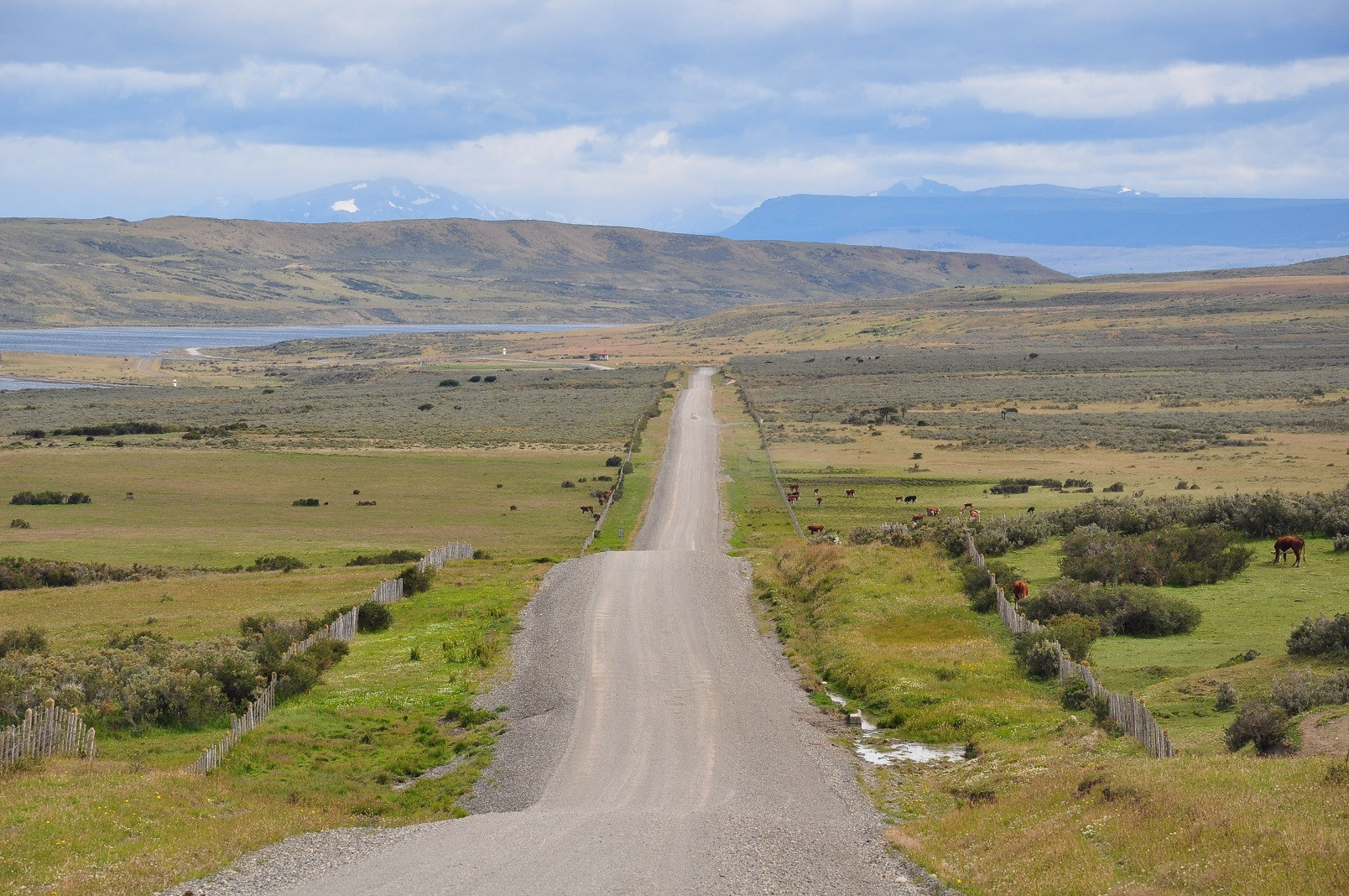
Ruta Y-50 a unos 70 km al norte de Punta Arenas, en dirección a la Comuna de Río Verde. A la izquierda está el canal Fitz Roy, con la isla Riesco al otro lado.

El canal Fitz Roy es una vía marítima con una dirección general de norte a sur que une los extremos este del seno Otway y del seno Skyring y separa la isla Riesco del continente americano. 
A comienzos del siglo XX fue utilizada para el transporte del carbón extraído desde la isla Riesco hasta Punta Arenas.
Luis Risopatrón los describe en su Diccionario Jeográfico de Chile en 1924:
Fitz-Roy (Canal) 52° 45' 71° 25'. Tiene profundidades mayores de 8 i 10 m, es de unos 2 kilómetros de ancho i está restrinjido por numerosos bajos, donde las aguas corren a razón de 7 km comunica las aguas de Skyring, con las de Otway, tributarias del estrecho de Magallanes. En sus riberas escasea el marisco, tiene 12 m de altura la del E en declive i la del W es baja, con escepcion de la punta Fenton, al N de la bahía Beagle; del apellido del comandante del «Beagle», que lo descubrió en 1829, Robert Fitz-Roy. 1, V, p. 28; XXII, p. 293; i XXVI, p. 291, 427 i 441 i cartas 109 i 111; 155, p. 273; i 156; i passage en 35, i, p. 228 i carta de Arrowsmith (1839).
El Derrotero del Estrecho de Magallanes, Tierra del Fuego i canales de la Patagonia: desde el Canal de Chacao hasta el Cabo de Hornos de Ramón Serrano Montaner lo describe más precisamente (p.94):
Canal Fitr-Roy'.—Conduce al golfo de Skyring, mide 12,5 millas de lonjitud i corre algo serpenteado sobro una dirección media de NO. a SE., próximamente. En todo su curso su ancho varía entre 400 i 2,000 metros, siendo sus riberas constituidas por ribazos de poca altura que dejan desplayes reducidos, entrecortados por quebradas i espaldeados por lomajes suaves que avanzan hacia el interior hasta convertirse en cerros de regular altura: los orientales, llamados Beagle en el plano inglés i Palomares por los habitantes de la colonia de Punta Arenas, forman ribazos entrecortados i con reducidos desplayos; i los occidentales los constituyen una serie de collados. Este ancho es aun mas reducido para la navegación a causa de los bajos que se desprenden de la mayor parte de las puntas, algunas de las cuales avanzan hasta medio canal, haciendo así su navegación mui intrincada; esta dificultad es aun aumentada por la fuerte corriente de marea que en las sizigias alcanza a 5 i 6 milla por hora.
Actualmente la Dirección General del Territorio Marítimo y Marina Mercante regula el tránsito a través del canal. En particular, limita el calado, la eslora, la velocidad, las horas del día, y las condiciones de visibilidad y viento con las cuales se puede utilizar la vía.